# 내털리 포트먼
내털리 포트먼(영어: Natalie Portman, 영어 발음: /ˈnætəli ˈpɔː(r)tmən/, 1981년 6월 9일 ~ )은 이스라엘계 미국의 배우, 영화 감독, 영화 제작자이다. 본명은 네타리 헤르슐라흐(히브리어: נטע-לי הֵרְשְׁלַג, 영어: Neta-Lee Hershlag,)로, 1994년 뤽 베송 감독의 프랑스 액션 영화 《레옹》으로 데뷔했다. 1990년대에 포트먼은 《뷰티풀 걸》과 《여기보다 어딘가에》에서 주연을 맡았으며, 《스타 워즈》프리퀄 3부작(1999년, 2002년과 2005년)에서 파드메 아미달라 역할을 연기했다. 포트먼은 《스타 워즈》 시리즈에 출연하는 동안 1999년 하버드 대학교에 입학하여 심리학을 전공했다. 2003년에 학사 학위를 취득했다.
포트먼은 2001년에 안톤 체홉이 제작한 《갈매기》에 출연해 뉴욕의 더 퍼블릭 씨어터에서 공연을 펼치기도 했다. 2005년에는 영화 《클로저》로 미국 아카데미상에서 여우조연상 후보로 지명되었으며, 골든 글로브상에서는 여우조연상을 수상했다. 2011년에는 영화 《블랙 스완》으로 영국 아카데미 영화상, 미국 아카데미상, 전미 영화 비평가 협회상, 미국 배우 조합상 등에서 수많은 여우주연상을 수상하였다.

## 젊은 시절
포트먼은 예루살렘에서 외동딸로 태어났다. 포트먼의 아버지는 안베르 헤르슐라그로 부인과 의사이다. 어머니는 셸리 스티븐스로, 포트먼의 대리인으로 일하는 가정주부이다. 포트먼의 어머니의 조상은 오스트리아계이고, 아버지의 조상은 스페인과 영국계로써 둘 다 유대인 이민자이다. 포트먼의 할아버지는 폴란드에서 태어나 2차 대전 중 아우슈비츠 강제 수용소에서 부모를 잃었고, 팔레스타인으로 이주하여 이스라엘 대학교 경제학 교수가 되었다. 할머니는 루마니아인으로 제2차 세계 대전때 영국 정부기관 스파이 관련 일을 했다.
이후 포트먼의 가족은 미국 워싱턴 D.C로 거주지를 옮겼지만, 1988년 코네티컷으로 이사를 해 1990년 뉴욕의 롱 아일랜드에 정착해 살았다.

## 사생활

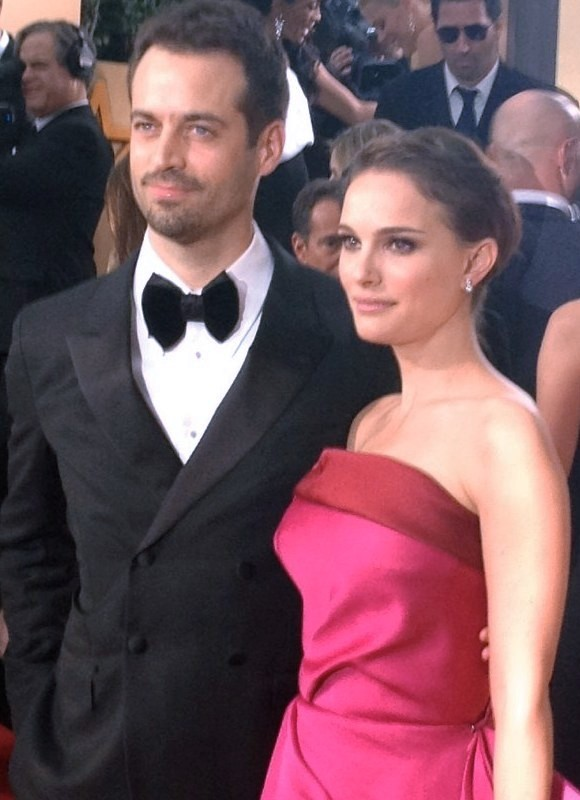
2012년 남편 벤자민 밀피에와 함께한 포트먼

2002년 5월 포트먼은 《보그》를 통해 배우 겸 음악가인 루커스 하스, 음악가 모비와 매우 친한 친구사이라고 밝혔다. 2008년 9월에는 미국의 포크 가수 데벤드라 벤하트의 노래 "Carmensita" 뮤직비디오에 출연한 뒤, 연인 관계로 발전했다. 그러나, 6개월만에 알 수 없는 이유로 결별을 선언했다.
포트먼은 2009년 《블랙 스완》에서 그의 상대역을 맡은 발레가 "벤자민 밀피에"와 데이트를 시작했다. 2012년 8월 4일, 포트먼과 밀피에는 캘리포니아주, 빅서에서 유대교식으로 결혼식을 올렸다. 두 사람 사이에는 아들 "알레프 포트먼 밀피에"(2011년 6월 출생)과 딸 아말리아 말피메(2017년 2월 출생)가 있다.
2013년 1월, 파리 오페라 발레단에서 말피에가 2014년 9월부터 무용 감독의 지위를 수락했다고 발표했다. 이 부부는 이후 아들과 함께 파리로 이동했다. 2016년, 가족은 파리에서 로스 앤젤레스로 돌아왔다. 포트먼은 2023년 7월 이혼 소송을 제기했고, 2024년 2월에 마무리됐다.

## 필모그래피

### 영화
| 년도 | 제목                                                                           | 역할                       | 참고                                 |
| ---- | ------------------------------------------------------------------------------ | -------------------------- | ------------------------------------ |
| 1994 | 레옹 Léon                                                                      | 마틸다 란도                |                                      |
| 1994 | 데벨로핑 Developing                                                            | 니나                       | 단편 영화                            |
| 1995 | 히트 Heat                                                                      | 로렌 구스타프슨            |                                      |
| 1996 | 뷰티풀 걸스 Beautiful Girls                                                    | 마티                       |                                      |
| 1996 | 에브리원 세이스 아이 러브 유 Everyone Says I Love You                          | 로라 댄드리지              |                                      |
| 1996 | 화성 침공 Mars Attacks!                                                        | 태피 데일                  |                                      |
| 1999 | 스타 워즈 에피소드 1: 보이지 않는 위험 Star Wars Episode I: The Phantom Menace | 파드메 아미달라            |                                      |
| 1999 | 여기보다 어딘가에 Anywhere but Here                                            | 앤 어거스트                |                                      |
| 2000 | 노블리 Where the Heart Is                                                      | 노블리 네이션              |                                      |
| 2001 | 쥬랜더 Zoolander                                                               | 본인                       | 카메오                               |
| 2002 | 스타 워즈 에피소드 2: 클론의 습격 Star Wars Episode II: Attack of the Clones   | 파드메 아미달라            |                                      |
| 2003 | 콜드 마운틴 Cold Mountain                                                      | 사라                       |                                      |
| 2004 | 가든 스테이트 Garden State                                                     | 사만다                     |                                      |
| 2004 | 트루 True                                                                      | 프랜신                     | 단편영화                             |
| 2004 | 클로저 Closer                                                                  | 앨리스                     |                                      |
| 2005 | 스타 워즈 에피소드 3: 시스의 복수 Star Wars Episode III: Revenge of the Sith   | 파드메 아미달라            |                                      |
| 2005 | 도미노 원 Domino One                                                           | 도미니크 벨라미            |                                      |
| 2005 | 프리 존 Free Zone                                                              | 레베카                     |                                      |
| 2006 | 브이 포 벤데타 V for Vendetta                                                  | 이비 해몬드                |                                      |
| 2006 | 사랑해, 파리 Paris, je t'aime                                                  | 프랜신                     | 옴니버스 영화                        |
| 2006 | 고야의 유령 Goya's Ghosts                                                      | 아이네스 빌바뚜아/앨리시아 |                                      |
| 2007 | 마이 블루베리 나이츠 My Blueberry Knights                                      | 레슬리                     |                                      |
| 2007 | 다즐링 주식회사 The Darjeeling Limited                                         | 잭의 전 여자친구           |                                      |
| 2007 | 호텔 슈발리에 Hotel Chevalier                                                  | 잭의 여자친구              | 단편영화                             |
| 2007 | 마고리엄의 장난감 백화점 Mr. Magoriam's Wonder Emporiem                        | 몰리 마호니                |                                      |
| 2008 | 천일의 스캔들 The Other Boleyn Girl                                            | 앤 볼린                    |                                      |
| 2009 | 뉴욕 아이 러브 유 New York, I Love You                                         | 리프카                     | 옴니버스 영화, 감독 참여             |
| 2009 | 브라더스 Brothers                                                              | 그레이스 케이힐            |                                      |
| 2009 | 러브 앤 어더 임파서블 퍼슈츠 The Other Woman                                   | 에밀라 그린리프            | 총괄 프로듀서 참여                   |
| 2010 | 블랙 스완 Black Swan                                                           | 니나 세이어스              |                                      |
| 2010 | 히셔 Hesher                                                                    | 니콜                       | 프로듀서 참여                        |
| 2011 | 친구와 연인사이 No Strings Attached                                            | 엠마 커츠만                | 총괄 프로듀서 참여                   |
| 2011 | 토르: 천둥의 신 Thor                                                           | 제인 포스터                |                                      |
| 2011 | 유어 하이니스 Your Highness                                                    | 이자벨                     |                                      |
| 2013 | 토르: 다크 월드 Thor: The Dark World                                           | 제인 포스터                |                                      |
| 2015 | 어 테일 오브 러브 앤 다크니스 A Tale of Love and Darkness                      | 아모스 오즈의 어머니       | 감독 데뷔작                          |
| 2015 | 나이트 오브 컵스 Knight of Cups                                                | 엘리자베스                 | 2015년 2월 베를린 국제 영화제 선개봉 |
| 2016 | 제인 갓 어 건 Jane Got a Gun                                                   | 제인 해몬드                |                                      |
| 2016 | 오만과 편견 그리고 좀비 Pride and Prejudice and Zombies                        |                            | 프로듀서 참여                        |
| 2016 | 재키 Jackie                                                                    | 재키 케네디                | 2016년 9월 베니스 국제 영화제 선개봉 |
| 2016 | 플라네타리움 Planetarium                                                       | 로라 바로우                |                                      |
| 2017 | 송 투 송 Song to Song                                                          | 론다                       |                                      |
| 2018 | 서던 리치: 소멸의 땅 Annihilation                                              | 레나                       |                                      |
| 2018 | 복스 룩스 Vox Lux                                                              | 셀레스테                   |                                      |
| 2018 | 존 F. 도노반의 죽음과 삶 The Death and Life of John F. Donovan                 | 샘 터너                    |                                      |
| 2019 | 루시 인 더 스카이 Lucy in the Sky                                              | 루시 콜라                  |                                      |
| 2019 | 어벤져스: 엔드게임 Avengers: Endgame                                           | 제인 포스터                |                                      |
| 2022 | 토르: 러브 앤 썬더 Thor: Love and Thunder                                      | 제인 포스터 / 마이티 토르  |                                      |
| 2023 | 메이 디셈버 May December                                                       | 엘리자베스 베리            |                                      |
| 2025 | 젊음의 샘 Fountain of Youth                                                    | 샬럿 퍼듀                  |                                      |

### 텔레비전
| 년도       | 제목                                         | 역할                           | 참고                                                        |
| ---------- | -------------------------------------------- | ------------------------------ | ----------------------------------------------------------- |
| 2003, 2004 | 세서미 스트리트 Sesame Street                | 자신 / 나탈리                  | 2 에피소드                                                  |
| 2006       | 새터데이 나이트 라이브 Saturday Night Live   | 자신 (호스트)                  | 에피소드: "Natalie Portman/Fall Out Boy"                    |
| 2006       | 더 아메리칸 제노사이드 The Armenian Genocide | 오로라 마르디가니언 (내레이션) | 다큐멘터리                                                  |
| 2007, 2012 | 심슨 가족 The Simpsons                       | 다시 (목소리)                  | 2 에피소드                                                  |
| 2016       | 엔지 트라이베카 Angie Tribeca                | 크리스티나 크래프트            | 에피소드: "This Sounds Unbelievable, But CSI: Miami Did It" |
| 2021       | 왓 이프...? What If...?                      | 제인 포스터 (목소리)           |                                                             |